# Mărgineni (Bacău)
Mărgineni est une commune de Moldavie roumaine, dans le județ de Bacău. Elle est composée de huit villages : Barați, Luncani, Mărgineni, Pădureni, Podișu, Poiana, Trebeș et Valea Budului.